# Brygada Szwedzka

Flaga Brygady Szwedzkiej

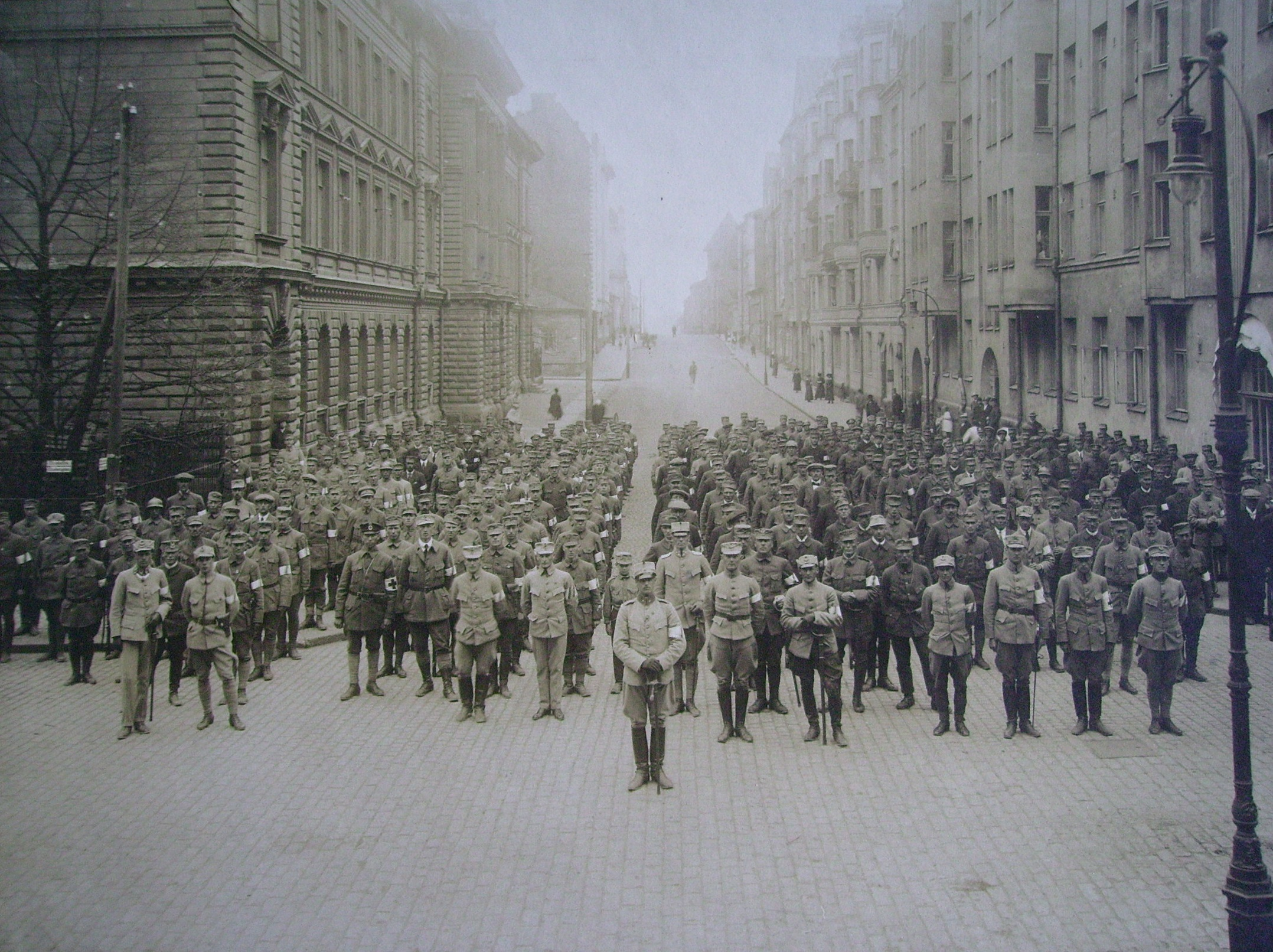
Brygada Szwedzka w Helsinkach w 1918 roku

Brygada Szwedzka (szw. Svenska brigaden) – ochotnicza formacja wojskowa złożona ze Szwedów podczas fińskiej wojny domowej w pierwszej połowie 1918 roku.
Po rozpoczęciu walk Białych z Czerwonymi w styczniu 1918, w Sztokholmie powstał komitet, propagujący współpracę z Białymi Finami. Z jego inicjatywy na początku marca została sformowana ochotnicza Szwedzka Brygada w składzie trzech kompanii piechoty. Liczyła początkowo ok. 400 ludzi. Na jej czele stanął oficer rezerwy pułku artylerii z Upplands kpt. Hjalmar Frisell. Po przybyciu do Finlandii brygada została rozmieszczona w Tornio, a następnie Oulu. Liczyła wówczas ok. 1,1 tys. żołnierzy. Wydzielony pododdział został przeznaczony do ochrony najwyższego dowództwa Białych. Pozostali Szwedzi wzięli udział w bitwie o Tampere, która zakończyła się zdobyciem miasta przez Białych. 28 marca zostali przeniesieni do Messukylä. Następnego dnia nowym dowódcą brygady został A.G. Sandberg. Toczyła ona ciężkie walki na wzgórzach Kaleva. W ich wyniku zginął m.in. dowódca 2 Batalionu Folke Bennich-Björkman. Szwedów uratował atak fińskiego 2 Pułku Jegrów mjr. Gabriela von Bonsdorffa. Po krótkim odpoczynku brygada 9 kwietnia weszła w skład Zachodniej Armii. 17 kwietnia na jej czele stanął Lars V. Runeberg. Walczyła ona w rejonie Hämeenlinna, a następnie Valkeakoski z wycofującymi się oddziałami Czerwonej Gwardii. 29 kwietnia pod Hauho napotkała oddziały niemieckie, interweniujące po stronie Białych. Na zakończenie wojny Szwedzi uczestniczyli 16 maja w uroczystej paradzie wojsk Białej Gwardii ulicami Helsinek. Dowodził nimi wówczas mjr Eric Allan Winge. Pod koniec maja większość Szwedów powróciła do ojczyzny, gdzie 30 maja na stadionie w Sztokholmie doszło do uroczystego powitania brygady. Następnego dnia została ona rozwiązana.